# آلبرتوس سوگیجاپراناتا
آلبرتوس سوگیجاپراناتا (انگلیسی: Albertus Soegijapranata; ۲۵ نوامبر ۱۸۹۶ – ۲۲ ژوئیهٔ ۱۹۶۳) یک اسقف اعظم اهل سمارانگ بود.